# Zack Williams
Pour les articles homonymes, voir Williams.
Zack Williams est un acteur américain, né le 6 octobre 1884 en Louisiane (lieu à préciser), mort le 25 mai 1958 à Los Angeles (Californie).

## Biographie
Au cinéma, comme second rôle de caractère ou dans des petits rôles non crédités, Zack Williams contribue à vingt-six films américains (dont onze muets), le premier étant Le Veau d'or de Jack Conway (avec Robert McKim et Claire Adams), sorti en 1920.
Mentionnons également La Veuve joyeuse d'Erich von Stroheim (1925, avec Mae Murray et John Gilbert), Les Quatre Plumes blanches de Merian C. Cooper et autres (1929, avec Richard Arlen et Fay Wray), Autant en emporte le vent de Victor Fleming et autres (1939, avec Vivien Leigh et Clark Gable), ou encore Kismet de William Dieterle (1944, avec Ronald Colman et Marlène Dietrich).
Le dernier film de Zack Williams est Jungle Goddess (en) de Lewis D. Collins (avec George Reeves et Ralph Byrd), sorti en 1948.

## Filmographie complète

### Période du muet
- 1920 : Le Veau d'or (The Money-Changers) de Jack Conway : Wesley Shiloh Mainwaring
- 1921 : Le Carnet rouge (The Killer) de Jack Conway et Howard Hickman : Aloysius Jackson
- 1921 : The Lure of Egypt de Howard C. Hickman : Theodore
- 1922 : The Gray Dawn de Jean Hersholt & al. : Sam
- 1922 : Pardon My Glove de William Beaudine (court métrage) : le soigneur
- 1922 : Chop Suey de Scott Sidney (court métrage)
- 1925 : La Veuve joyeuse (The Merry Widow) d'Erich von Stroheim : George Washington White
- 1927 : Easy Pickings de George Archainbaud : Remus
- 1927 : The Yankee Clipper de Rupert Julian : Ham
- 1928 : La Belle Insurgée (Court-Martial) de George B. Seitz : un noir
- 1929 : Les Quatre Plumes blanches (The Four Feathers) de Merian C. Cooper, Ernest B. Schoedsack et Lothar Mendes (+ effets sonores) : Idris

### Période du parlant
- 1929 : Hearts in Dixie de Paul Sloane : le diacre
- 1929 : The Lady Fare de William Watson (court métrage)
- 1930 : Madonna of the Streets de John S. Robertson : Blink
- 1933 : Thru Thin and Ticket ou Who's Zoo in Africa de Mark Sandrich (court métrage) : le chef cannibale
- 1934 : Kid Millions de Roy Del Ruth et Willy Pogány : un esclave
- 1935 : Ship Cafe (en) de Robert Florey : un chauffeur
- 1939 : Autant en emporte le vent (Gone with the Wind) de Victor Fleming, Sam Wood et George Cukor : Elijah
- 1939 : Le Poignard mystérieux (Slighty Honorable) de Tay Garnett : le prêcheur au cimetière
- 1940 : Maryland d'Henry King : Fields
- 1940 : Son of Ingagi de Richard C. Kahn : N'Gina
- 1942 : Duke of the Navy de William Beaudine : Congo
- 1942 : Professor Creeps de William Beaudine : un homme au téléphone
- 1944 : Kismet de William Dieterle : le bourreau
- 1945 : The Vampire's Ghost de Lesley Selander : Taba
- 1948 : Jungle Goddess de Lewis D. Collins : le chef M'Benga